# Associação dos Estudantes da Faculdade de Ciências de Lisboa

A Associação dos Estudantes da Faculdade de Ciências de Lisboa (AEFCL), fundada em Abril de 1907, é a representante oficial dos estudantes da Faculdade de Ciências da Universidade de Lisboa (FCUL). Começou como Associação dos Estudantes da antiga Escola Politécnica de Lisboa e transitou em 1911 para a atual Faculdade de Ciências da Universidade de Lisboa que em 1985 mudou de instalações para a Cidade Universitária, local onde está sediada atualmente. Até esta data a Faculdade de Ciências esteve instalada no antigo edifício da Escola Politécnica, cujas instalações são agora usadas como museu. 

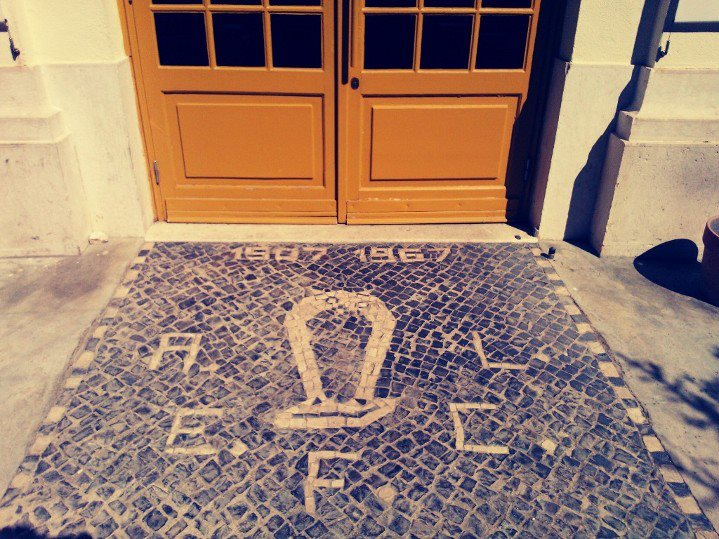
Logótipo original da AEFCL na calçada das suas antigas instalações na Rua da Escola Politécnica.

## Órgãos sociais
Associação dos Estudantes da Faculdade de Ciências da Universidade de Lisboa
São Órgãos da AEFCL:
- Reunião Geral de Alunos (RGA)
- Direção
- Conselho fiscalizador

A Reunião Geral de Alunos (RGA) é o órgão social deliberativo máximo da AEFCL e é composta por todos os alunos, sendo que a Mesa da RGA é responsável por presidir e coordenar os trabalhos das reuniões da RGA da AEFCL.
O Conselho Fiscalizador é o órgão fiscalizador da actividade financeira da AEFCL.
A Direção é um órgão executivo máximo da AEFCL, definindo e coordenando as actividades da AEFCL que possam dar cumprimento dos objectivos estabelecidos nos presentes estatutos.

## Objetivos
A AEFCL é o Órgão representativo dos estudantes, junto da Direção da Faculdade e dos órgãos e entidades externas que lidam com a Associação dos Estudantes, tem como objetivos gerais:
- Fomentar a participação ativa dos Estudantes na faculdade, assim como promover a interação e vivências dos mesmos nos espaços comuns da faculdade;
- Apoiar os Estudantes a nível pedagógico e ao nível das necessidades educativas e financeiras;
- Dinamizar experiências culturais aos Estudantes, criando momentos de convivo e lazer;
- Promover atividades desportivas bem como a adoção de um estilo de vida saudável e garantir a manutenção e criação de equipas constituídas por alunos da Faculdade;
- Corresponder às expectativas e necessidades de comissões de alunos e grupos na FCUL, apoiando as mesmas a todos os níveis;
- Aproximar as empresas dos estudantes da FCUL melhorando perspetivas de empregabilidade futura e orientação profissional;
- Promover o associativismo criando variadas mais-valias a oferecer aos estudantes.

## Organização
Os Departamentos são os seguintes:
- Departamento de Comunicação e Imagem e Marca
- Departamento Cultural
- Departamento Recreativo
- Departamento de Política Educativa
- Departamento de Desporto
- Departamento de Apoio ao Estudante
- Departamento de Saúde e Ecologia
- Departamento de Relações Externas

## Histórico de presidentes e direções
| Mandato                                                                     | Nome | Curso                  |
| 2024/2025                                                                   | José Maria Diogo | Bioinformática         |
| 2023/2024                                                                   | Vítor Lapa Fernandes | Bioquímica             |
| 2021/2023                                                                   | Luís Miguel Borges | Engenharia Física      |
| 2020/2021                                                                   | Catarina Barros | Biologia               |
| 2018/2020                                                                   | Eliezer Coutinho | Geologia               |
| 2017/2018                                                                   | Diana Duarte | Matemática Aplicada    |
| 2015/2017                                                                   | Bruno Coucello | Geologia               |
| 2013/2015                                                                   | João Faria | Engenharia Informática |
| 2011/2013                                                                   | Eduardo Matos | Engenharia Informática |
| 2009/2011                                                                   | * | -                      |
| Dezembro 2008/ Outubro 2009                                                 | Joana Calado Passos | Biologia               |
| Outubro 2008/ Dezembro de 2008                                              | Pedro Silva | Engenharia Informática |
| Maio de 2007/ Outubro de 2008                                               | Marta Santos | Biologia               |
| 2006/2007                                                                   | Pedro Rodrigues | Química                |
| 2005/2006                                                                   | Nuno Linder | Informática            |
| 1998/1999, 1999/2000, 2000/2001, 2001/2002, 2002/2003 ,2003/2004, 2004/2005 | * | -                      |
| 1969/1970                                                                   | Augusto José Santos Fitas | Física                 |
| 1968/1969                                                                   | Daniel Assunção Muller | Matemática             |
| 1965-1968                                                                   | Comissão Administrativa | Imposta pelo Governo   |
| 1947-1956                                                                   | Mário das Chagas de Almeida Trigueiros, José de Sousa Rocha da Silva, Carlos Veiga Pereira, Rui Manuel Nogueira Simões e Sousa Lopes |                        |
| 1946-1947                                                                   | Luís Crespo de Carvalho (primeiro presidente “eleito” em 1946, uma vez que, antes, o cargo era de nomeação pelos poder universitário |                        |

- * Organização horizontal sem representante